# Elipsometría
La elipsometría espectroscópica es una técnica de análisis óptico que se basa en el cambio del estado de polarización de la luz que se incide sobre un material. Dicho análisis es no destructivo y es útil para la determinación de espesores de películas delgadas, y constantes ópticas de materiales (índices de refracción, coeficiente de extinción).

## Historia
Robert Boyle observó los colores en burbujas de esencialmente aceites, jabón, agua entre otras. La polarización de la luz fue observada por Étienne Louis Malus en 1810, y 80 años después Paul Drude utilizó este concepto para medir espesores de películas muy delgadas, este fue el principio que posteriormente nombró A. Rothen (1945) como elipsometría.
Los primeros instrumentos aparecieron en los 70. Elipsómetros espectroscópicos se empezaron a utilizar en la investigación en 1990 y algunos fabricantes iniciaron al mercado instrumentos tales como elipsómetros y refractómetros a la vez.

## Fundamento
Como ya se ha mencionado, es importante conocer el estado de polarización del haz incidente. Existen diferentes formas de polarización, las que típicamente se estudian en esta técnica son la polarización lineal y la polarización elíptica. La primera de ellas ocurre cuando las componentes Ez y Ey del vector eléctrico se mantienen constantes a través del tiempo.
Y la segunda cuando existe una variación de ambos componentes que den como vector resultante aquel que traza una elipse.
Esto tomando en cuenta la dirección de propagación del haz de luz en la dirección de x. La interacción luz-sólido se relaciona con el hecho de que parte de la luz es reflejada por el sólido por medio de las leyes de transmisión y reflexión de ondas planas, los coeficentes de Fresnel y la ley de Snell:
Paralelo al ángulo de incidencia:
{\displaystyle \Rightarrow R_{p}=R_{p}/E_{p}\Rightarrow {\frac {N_{1}cos\phi _{0}-N_{0}cos\phi _{1}}{N_{1}cos\phi _{0}+N_{0}cos\phi _{1}}}}
Perpendicular al ángulo de incidencia:
{\displaystyle \Rightarrow R_{s}=R_{s}/E_{s}\Rightarrow {\frac {N_{0}cos\phi _{0}-N_{1}cos\phi _{1}}{N_{0}cos\phi _{0}+N_{1}cos\phi _{1}}}}
{\displaystyle Ley\ de\ Snell\Rightarrow N_{0}sen\phi _{0}=N_{1}sen\phi _{1}}
De esta manera es posible conocer la relación ente las constante ópticas del material y la elipse resultante de la reflexión por medio de:
{\displaystyle \Rightarrow tan\psi ={\frac {|R_{p}|}{|R_{s}|}}}
{\displaystyle \Rightarrow \sigma ={\frac {R_{p}}{R_{s}}}=tan\psi e^{i\Delta }}
{\displaystyle \Rightarrow \Delta =\delta _{1}-\delta _{2}}

## Polarización por reflexión
Al reflejarse un haz de luz no polarizada sobre una superficie, la luz reflejada sufre una polarización parcial de forma que la componente del campo eléctrico perpendicular al plano de incidencia (este plano contiene la dirección del rayo de incidencia y el vector normal a la superficie de incidencia) tiene mayor amplitud que la componente contenida en el plano de incidencia.
Cuando la luz incide sobre una superficie no absorbente con un determinado ángulo, la componente del campo eléctrico paralela al plano de incidencia no es reflejada. Éste ángulo, conocido como ángulo de Brewster, en honor del físico británico David Brewster, se alcanza cuando el rayo reflejado es perpendicular al rayo refractado. La tangente del ángulo de Brewster es igual a la relación entre los índices de refracción del segundo medio y el primer medio.

## Polarización por birrefrigencia
La birrefringencia o doble refracción es una propiedad de ciertos cuerpos, como el espato de Islandia, de desdoblar un rayo de luz incidente en dos rayos linealmente polarizados de manera perpendicular entre sí como si el material tuviera dos índices de refracción distintos.
La primera de las dos direcciones sigue las leyes normales de la refracción y se llama rayo ordinario; la otra tiene una velocidad y un índice de refracción variables y se llama rayo extraordinario. Este fenómeno sólo puede ocurrir si la estructura del material es anisótropa. Si el material tiene un solo eje de anisotropía, (es decir es uniaxial), la birrefringencia puede formalizarse asignando dos índices de refracción diferentes al material para las distintas polarizaciones.

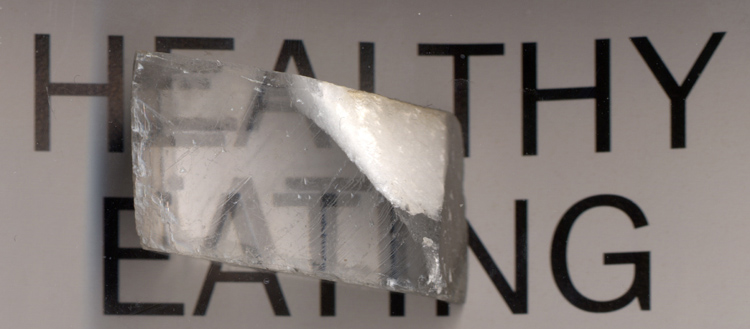
Birrefringencia en un cristal de calcita.

La birrefringencia está cuantificada por la relación:
{\displaystyle \Delta n=n_{e}-n_{o}\,}
donde no y ne son los índices de refracción para las polarizaciones perpendicular (rayo ordinario) y paralela al eje de anisotropía (rayo extraordinario), respectivamente.
La birrefringencia puede también aparecer en materiales magnéticos, pero variaciones sustanciales en la permeabilidad magnética de materiales son raras a las frecuencias ópticas.

## Técnica de elipsometría
La técnica consiste en incidir un haz luz colimada con un estado de polarización conocida sobre el material de estudio; típicamente se utiliza una fuente monocromática como lo es un láser. Posteriormente se modifica el estado de polarización de este láser por medio de un elemento óptico, conocido como polarizador, a una forma lineal. Es común utilizar un retardador de media onda, conocido como compensador después del polarizador y con esto modificar el ángulo de inclinación del vector eléctrico. Después de la interacción luz-sólido, el estado de polarización cambia y hay que determinarlo con un analizador, que es el elemento óptico que rectifica la polarización y le da forma a la intensidad de luz final que llega al detector. 
Esta cantidad de luz está determinada por una ecuación matemática conocida como la ley de Malus:   
{\displaystyle \Rightarrow I_{res}=I_{0}cos^{2}\theta }

## Tipos de elipsómetros
Existen dos tipos de elipsómetros utilizados en la actualidad: El elipsómetro de anulación y el elipsómetro fotométrico. 
El elipsómetro de anulación consiste en los elementos ya descritos es la parte superior. En este tipo de elipsómetro, el objetivo es girar las lentes que modifican tanto el ángulo del polarizador como el del analizador hasta encontrar un nulo.
En el elipsómetro fotométrico la intensidad de la luz es medida directamente e interpretada po el sistema de cómputo correspondiente.La Intensidad de la luz es determinada por:
{\displaystyle \Rightarrow I(t)=I_{0}[1+\alpha cos2A(t)+\beta cos2A(t)]}
{\displaystyle \Rightarrow A(t)=2\pi \omega t+A_{c}}
{\displaystyle \Rightarrow \alpha =-cos2\psi }
{\displaystyle \Rightarrow \beta =sen2\psi cos2\Delta }
{\displaystyle \Rightarrow cos\Delta ={\sqrt {\frac {\beta ^{2}}{1-\alpha ^{2}}}}}
{\displaystyle \Rightarrow tan\psi ={\sqrt {\frac {1+\alpha ^{2}}{1-\alpha ^{2}}}}}